# 22783 Teng
22783 Teng è un asteroide della fascia principale. Scoperto nel 1999, presenta un'orbita caratterizzata da un semiasse maggiore pari a 2,5786145 UA e da un'eccentricità di 0,2053879, inclinata di 3,72407° rispetto all'eclittica.